# Vojtech Löffler
Vojtech Löffler est né à Košice le 16 avril 1906. Il étudie la sculpture à Prague ensuite à Budapest et à Paris. Il expose pour la première fois en 1937 au Musée de la Slovaquie de l'Est. Artiste et grand voyageur, il a visité l'Italie, la France, l'Angleterre, la Grèce et l'Égypte.
Il est envoyé dans un camp de travail en Union soviétique entre 1945 et 1947. Il a vécu des années aux États-Unis et au Canada.
Il est décédé en 1990.
Un musée porte son nom sur la rue Alžbetiná à Košice.